# Bergens privatbank
Bergens Privatbank var en norsk storbank med säte i Bergen, grundad 1855.
Bergens Privatbank övertog 1919 Aktieselskabet Revisionsbanken i Oslo (grundad 1913) och 1922 Haugesunds privatbank (grundad 1907). Man innehade kontor i Bergen, Haugesund, Oslo med filialbanker i Eidsvoll, Lilleström, Lunner, Odda, Sandvika, Sørumsand och Sunndalsøra.
År 1975 gick Bergens Privatbank samman med Bergens Kreditbank till Bergens Bank.